# Palacio Presidencial de Kuksaroy
El Palacio Presidencial de Kuksaroy (en uzbeko: Ko'ksaroy, en ruso: Куксарой    ) es la residencia oficial y principal centro de trabajo del Presidente de Uzbekistán. Bajo el mandato de Islam Karimov, que sirvió entre 1991 y 2016, el edificio fue utilizado como su mansión suburbana, ya que Oqsaroy servía como sede del poder ejecutivo. Esto cambió entre 2016-2017 cuando el presidente electo Shavkat Mirziyoyev reubicó la residencia al Palacio de Kuksaroy.

## Galería

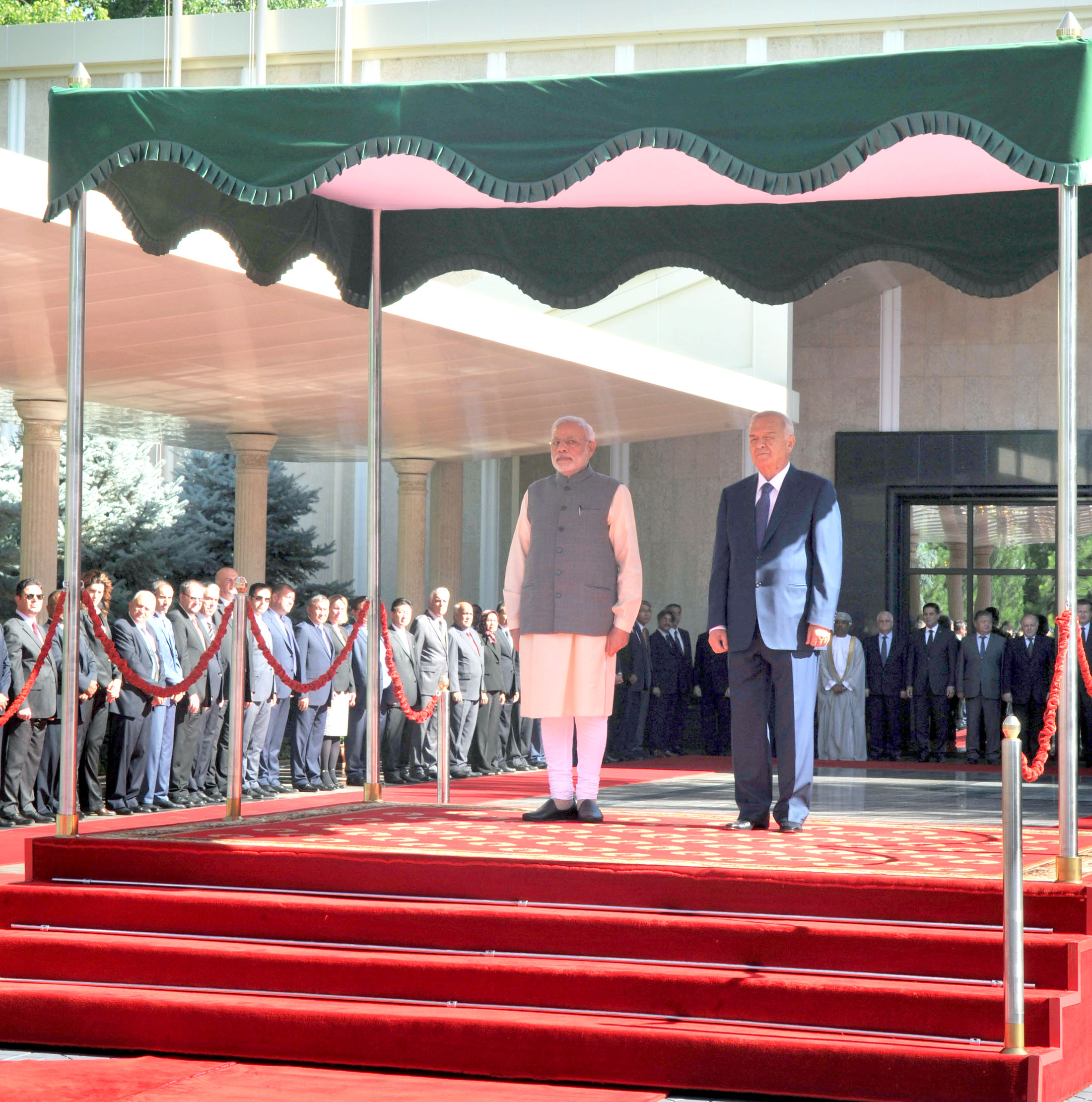
Ceremonia de bienvenida del Primer ministro de la India, Narendra Modi.
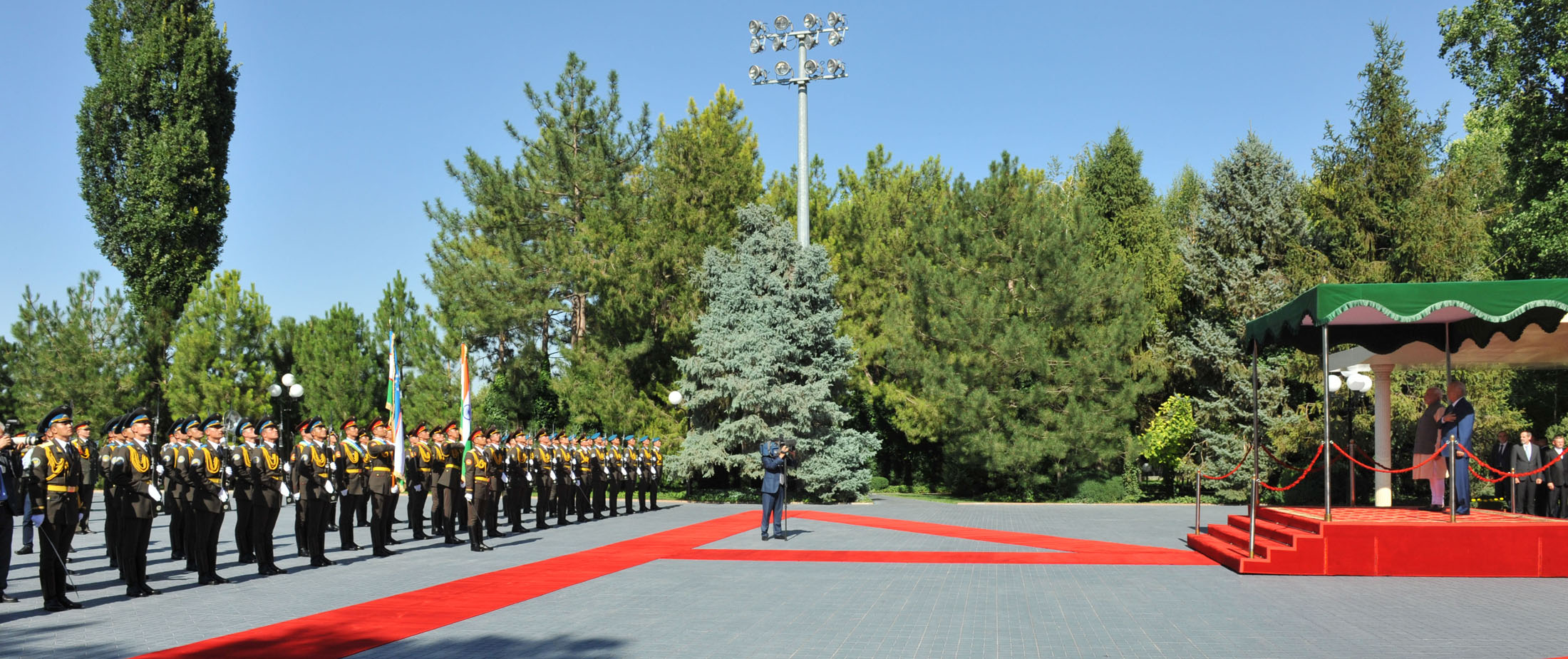
Guardia de honor formada por las Fuerzas Armadas de Uzbekistán en la explanada de la residencia.
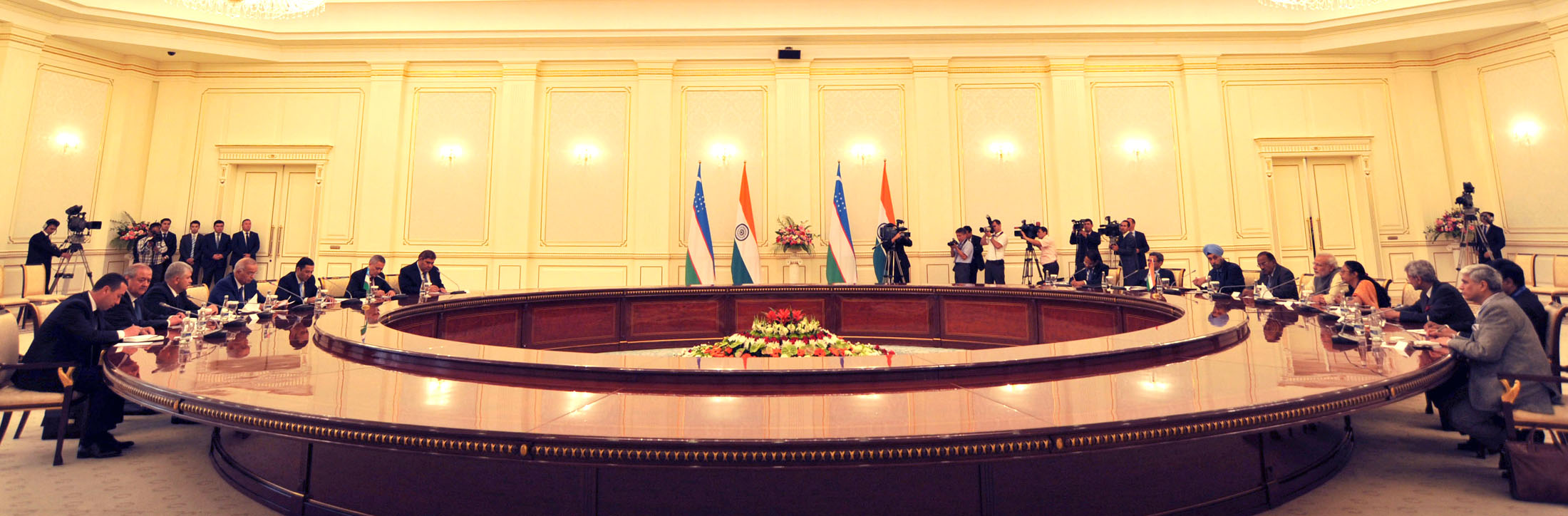
Sala de conferencias